# Acalypha fimbriata
Acalypha fimbriata é uma espécie de flor do gênero Acalypha, pertencente à família Euphorbiaceae.